# Brycinus jacksonii
Brycinus jacksonii es una especie de peces de la familia Alestiidae en el orden de los Characiformes.

## Morfología
Los machos pueden llegar alcanzar los 27 cm de longitud total.

## Hábitat
Es un pez de agua dulce y de clima tropical.

## Distribución geográfica
Se encuentran en África: lago Victoria y algunos de sus afluentes, lago Nabugabo, río Malawi y río Nilo.